# Свети Климент Охридски (Горна Белица)
Вижте пояснителната страница за други значения на Свети Климент Охридски.
„Свети Климент Охридски“ (на македонска литературна норма: „Свети Климент“) е манастирска православна църква в стружкото село Горна Белица, Северна Македония, част от Стружкото архиерейско наместничество на Дебърско-Кичевската епархия на Македонската православна църква – Охридска архиепископия.
Манастирът е разположен на Беличката планина, на 2,5 часа източно от Горна Белица и южно от местността Вайтос в приятна долина. Според местните предания е изграден от самия Климент Охридски. Култово място е освен на Горна Белица и на околните села Вевчани, Октиси и Вишни. Патронни празници са 9 август и 8 декември.
Манастирът е стар, но е разрушен преди средата на XIX век, тъй като не се споменава в обширния тефтер на Охридския санджак от 1853 година. Възобновен е със заселването на арумъните в Горна Белица. Последното му разрушаване е по времето на Втората световна война от мюсюлмани от Октиси, когато са отнесени прозорците, вратите и ламариненият покрив на храма. Запазени са иконостасният кръст и осем икони, между които и престолната на Исус Христос, които се съхраняват в църквата „Света Петка“.
Конаците и стопанските постройки на манастира са разрушени. Изворът, разположен на 80 метра под манастира, е смятан за лековит. Манастирът функционира до 1961 година.